# Дюрбе Хаджи Герая
Дюрбе Хаджи Герая (или Гаджи Гирея; крымскотат. Hacı Geray dürbesi) — дюрбе первого крымского хана — Хаджи Герая, построенное его сыном Менгли I Гераем. Похоронены в нём оба.

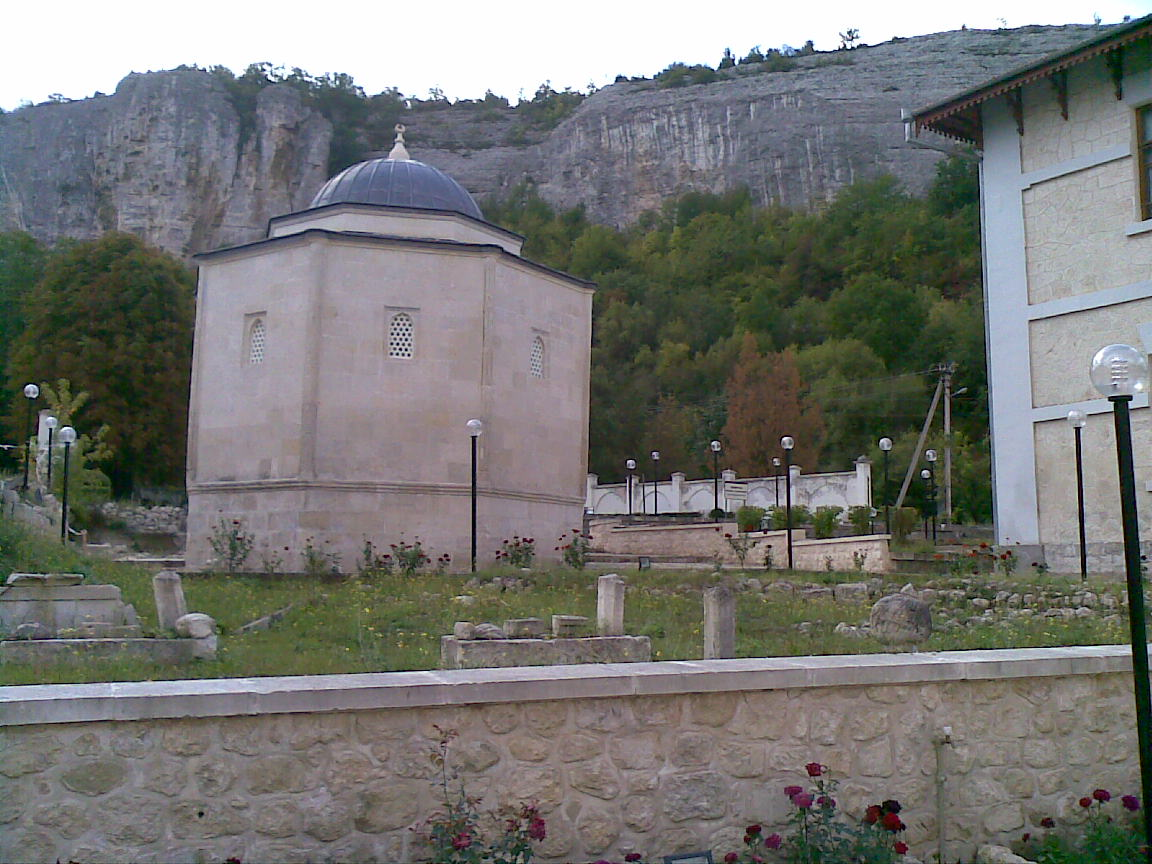
Тыльная часть здания
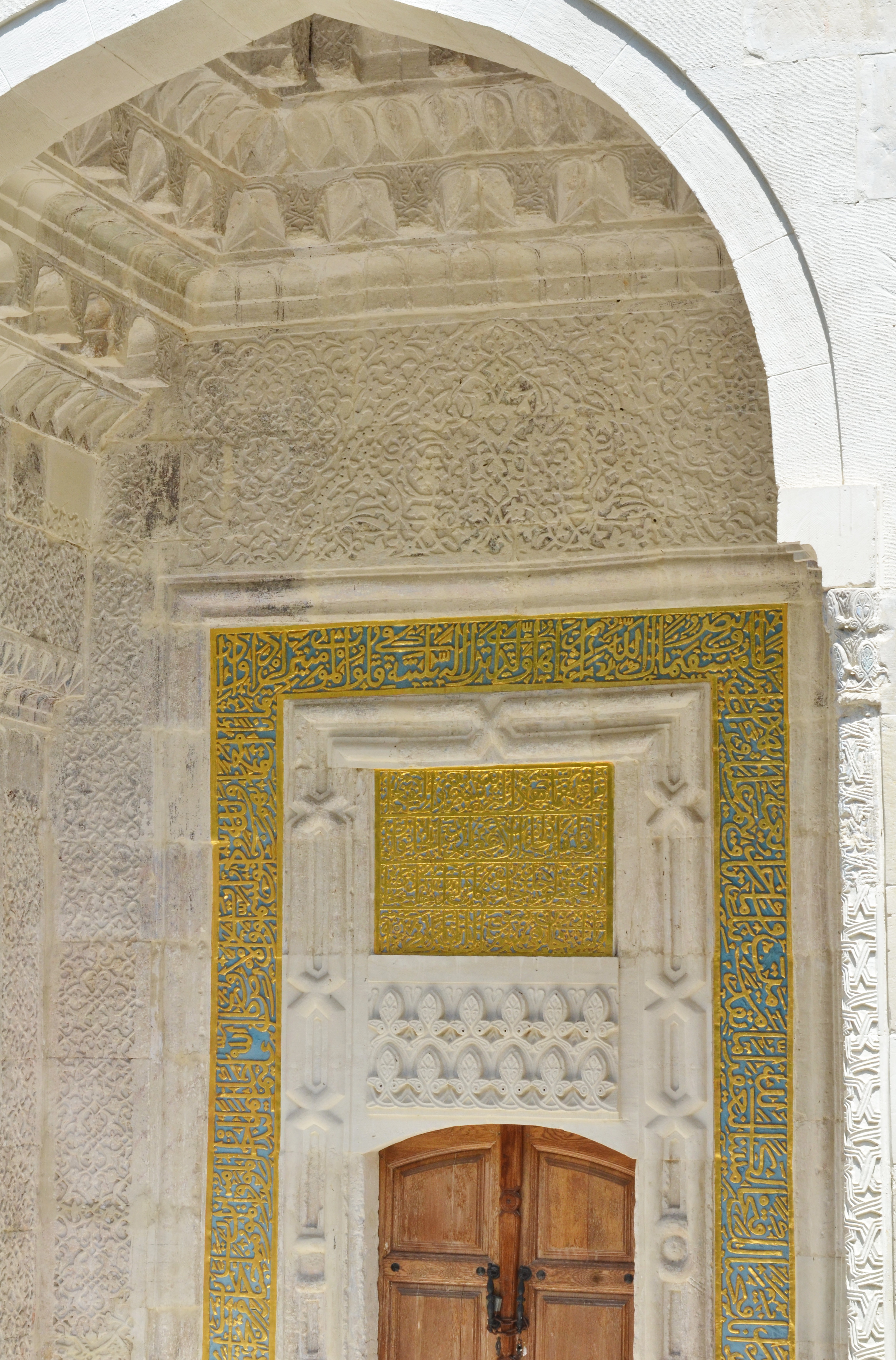
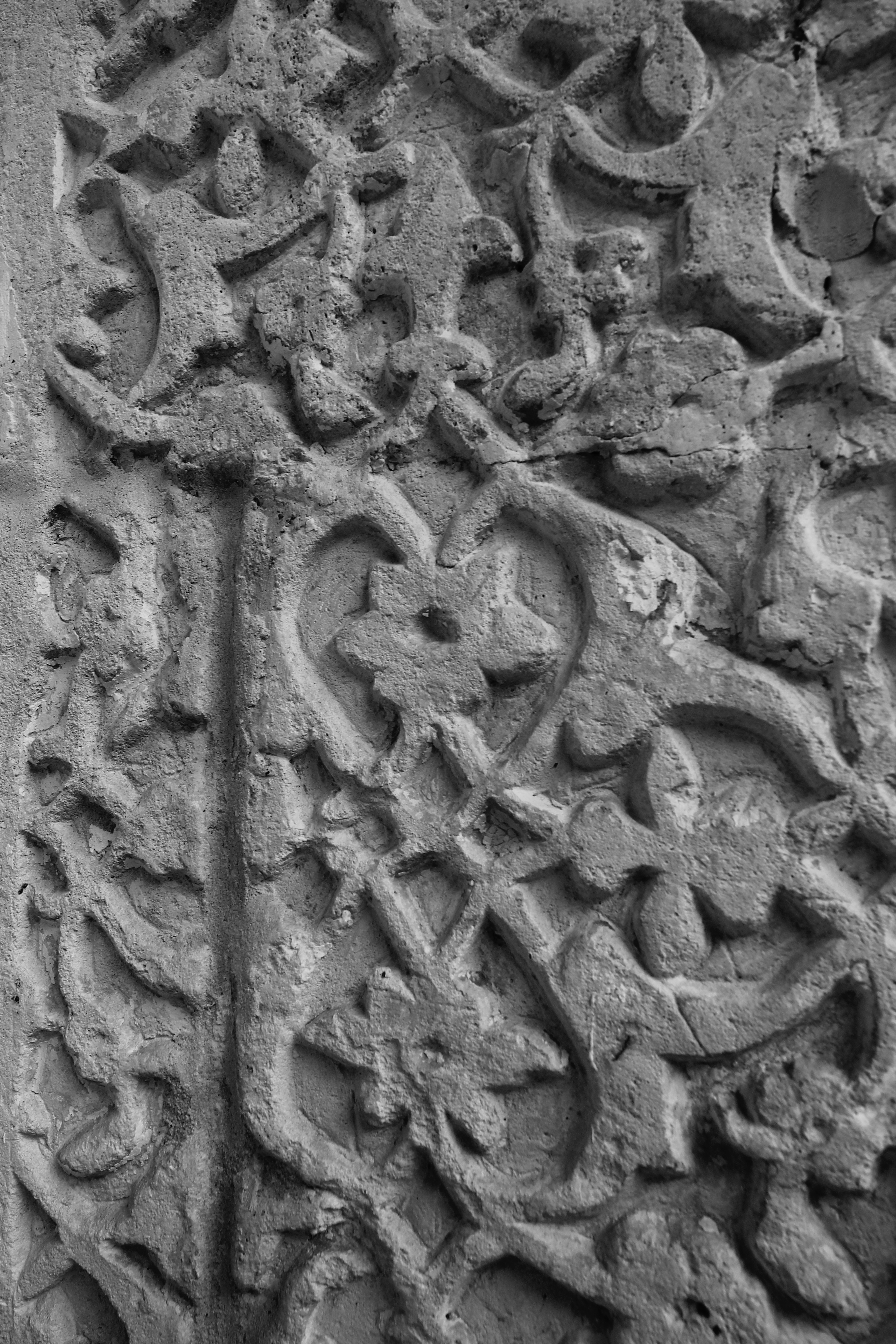
Резьба по камню
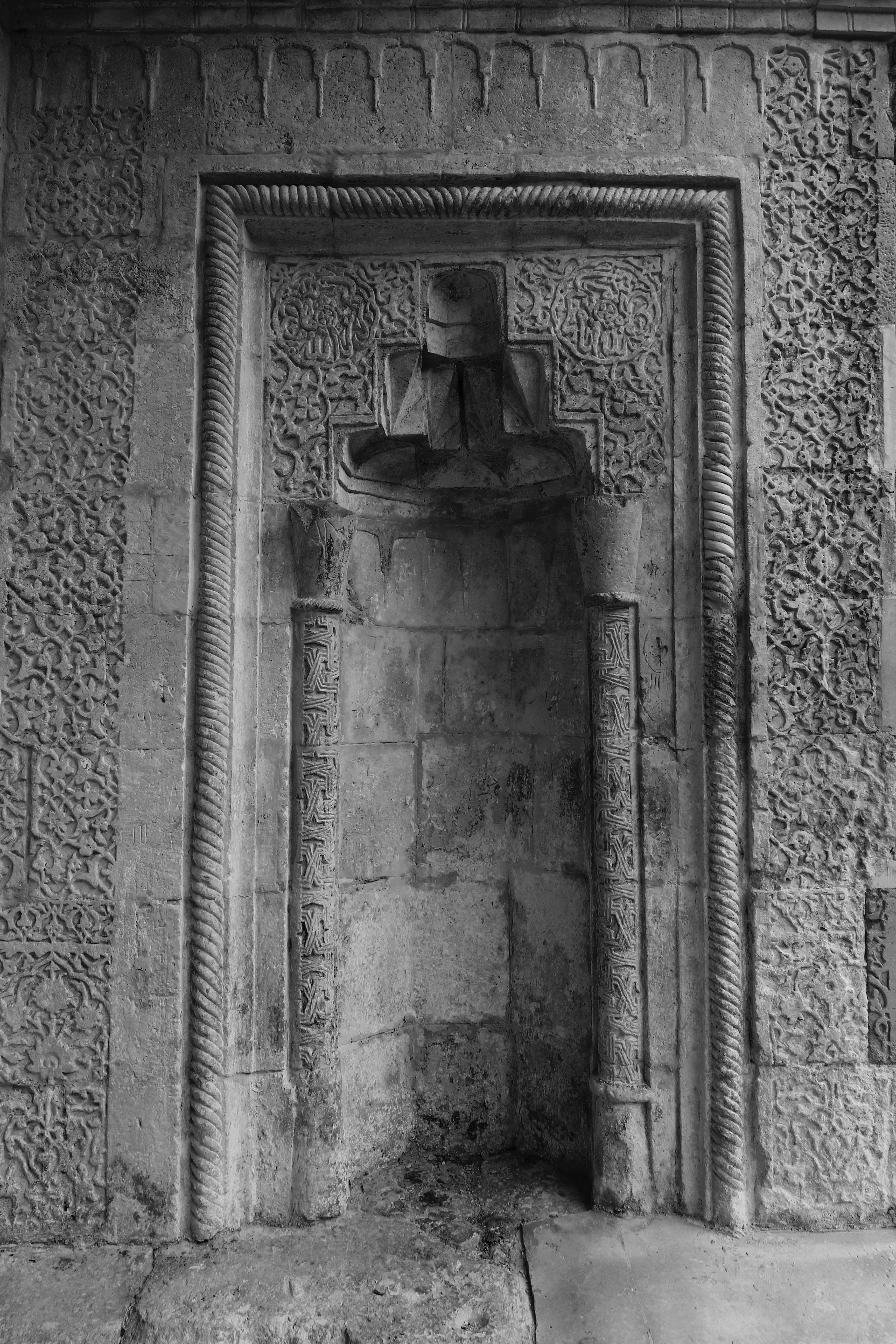
Декор

В 2007 году правительство Турции выделило $ 2,75 млн на восстановление дюрбе и Зинджирли-медресе. Осенью 2008 года в подземелье дюрбе учёными найдено 18 гробов с останками крымских ханов и их родственников.

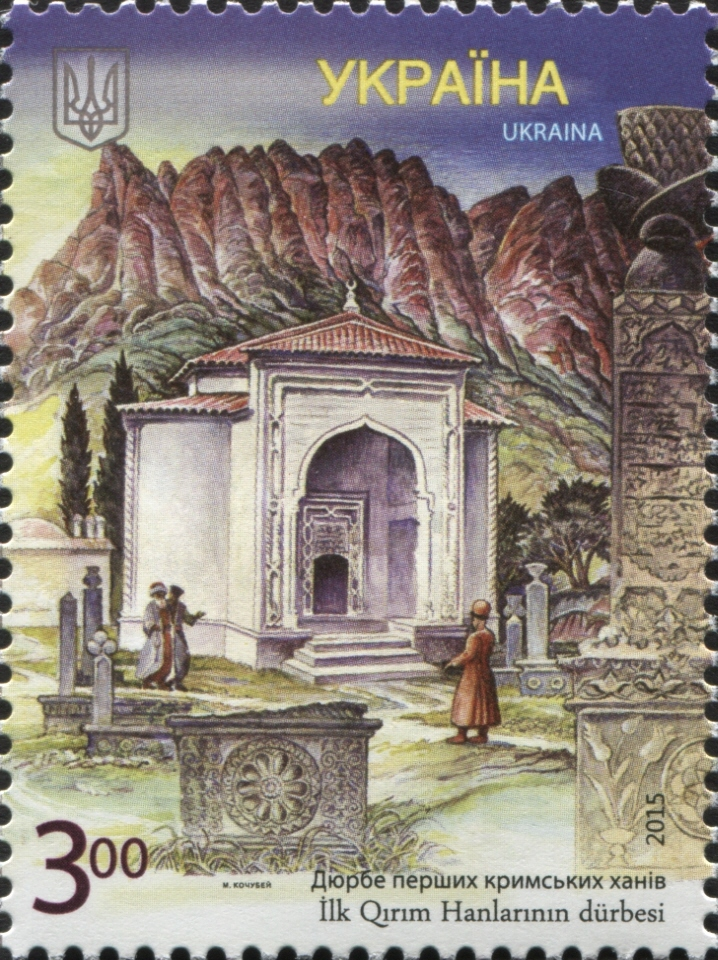
Марка Украины, 2015